# Philippus Jennyn
Philippus Jennyn (Brugge of Ieper, ca. 1602 – Brugge, 16 juli 1670) was een Zuid-Nederlands musicus en dichter in het Latijn en het Vlaams.

## Levensloop
Jennyn was een zoon van Sebastiaan Jennyn († Brussel, 1636) en Maria Batemans († Brugge, 1737). Hij had als oudere broers Willem Jennyn (ca. 1600-1657) en Joannes Jennyn (ca. 1601-1657) en als jongere broer Sebastiaan Jennyn (ca. 1603-1679). De vier broers werden rooms-katholiek priester.
Philippus trad in bij de augustijnen van de Eekhouteabdij.

## Publicaties
- Gheestelijcken waeckenden Staf der Jodsche schaepherders, Wistemmende (met Superius ende Bassus) soo veel nieuwe Leys-Liederen (...), 1651.
- Per Illustri ac Reverendissimo Domino D. Roberto de Haynin Decimo Brugensium Episcopo.
- Gedichten tot aanbeveling van de boeken van zijn vrienden.